# Giovanna d'Inghilterra (principessa 1335)
Giovanna di Woodstock, o Giovanna Plantageneta (Joan in inglese, Johanna in tedesco e in fiammingo, Jeanne in francese, Juana in spagnolo e asturiano, Joana in galiziano, in portoghese, catalano e basco e Chuana in aragonese; Palazzo reale di Woodstock, febbraio 1335 – Loremo, 2 settembre 1348), principessa della casa reale inglese, fu promessa come sposa all'erede al trono di Castiglia, Pietro, ma mori durante il viaggio per raggiungere la penisola iberica.

## Origine[1][2][3]
Era la figlia terzogenita (seconda femmina) del re d'Inghilterra e duca d'Aquitania Edoardo III e di Filippa di Hainaut, figlia di Guglielmo I, conte di Hainaut e di Giovanna di Valois, pronipote di Luigi IX, il Santo, nipote di Filippo IV, il Bello e sorella del re di Francia Filippo VI di Valois.

## Biografia
Tra il 1346 ed il 1348, suo padre, il re Edoardo III d'Inghilterra, si accordò col re di Castiglia e León, Alfonso XI il Giustiziere, affinché Giovanna si unisse in matrimonio con l'erede al trono di Castiglia e León, Pietro, figlio del già citato Alfonso XI e di Maria del Portogallo, figlia primogenita del re del Portogallo Alfonso IV e della principessa Beatrice di Castiglia..
Nell'estate di quello stesso anno, Giovanna si mise in viaggio per raggiungere la penisola iberica, onde poter conoscere e quindi sposare il futuro re di Castiglia.

La principessa si imbarcò, in agosto, su una nave nel porto di Portsmouth, da dove raggiunse Bordeaux, la capitale della Guienna, da dove partì, adeguatamente scortata, per raggiungere, via terra, il regno di Castiglia e León. Ma, mentre era sulla strada che da Bordeaux conduce a Bayonne, alcuni dei suoi accompagnatori furono colpiti dalla peste e Giovanna, temendo per la propria vita, decise di fermarsi nel paesino di Loremo, dove però anche lei si ammalò e, in breve tempo, morì il 2 settembre 1348, all'età di circa tredici anni. La principessa fu tumulata nella cattedrale di Bayonne.
Venuto a conoscenza della sua morte, nel mese di ottobre suo padre, Edoardo III, organizzò una spedizione per riportare il corpo in Inghilterra e poterlo seppellire nell'Abbazia di Westminster. Ma il corpo non fu ritrovato ed a Westminster fu eretta una statua in suo onore.

La Guienna verso il 1360

## Ascendenza
|                               |                      |                        | Genitori                    |  |  | Nonni |  |  | Bisnonni                |  |  | Trisnonni                |  |
|                               |                      |                        |                             |  |  |       |  |  | Edoardo I d'Inghilterra |  |  | Enrico III d'Inghilterra |  |
|                               |                      |                        |                             |  |  |       |  |  | Edoardo I d'Inghilterra |  |  | Enrico III d'Inghilterra |  |
|                               |                      | Eleonora di Provenza   |                             |  |  |       |  |  | Edoardo I d'Inghilterra |  |  |                          |  |
| Edoardo II d'Inghilterra      |                      |                        |                             |  |  |       |  |  | Edoardo I d'Inghilterra |  |  |                          |  |
|                               |                      | Eleonora di Castiglia  | Ferdinando III di Castiglia |  |  |       |  |  |                         |  |  |                          |  |
|                               |                      | Eleonora di Castiglia  | Ferdinando III di Castiglia |  |  |       |  |  |                         |  |  |                          |  |
|                               |                      | Eleonora di Castiglia  | Giovanna di Dammartin       |  |  |       |  |  |                         |  |  |                          |  |
| Edoardo III d'Inghilterra     |                      | Eleonora di Castiglia  |                             |  |  |       |  |  |                         |  |  |                          |  |
|                               |                      | Filippo IV di Francia  | Filippo III di Francia      |  |  |       |  |  |                         |  |  |                          |  |
|                               |                      | Filippo IV di Francia  | Filippo III di Francia      |  |  |       |  |  |                         |  |  |                          |  |
|                               |                      | Filippo IV di Francia  | Isabella d'Aragona          |  |  |       |  |  |                         |  |  |                          |  |
| Isabella di Francia           |                      | Filippo IV di Francia  |                             |  |  |       |  |  |                         |  |  |                          |  |
|                               |                      | Giovanna I di Navarra  | Enrico I di Navarra         |  |  |       |  |  |                         |  |  |                          |  |
|                               |                      | Giovanna I di Navarra  | Enrico I di Navarra         |  |  |       |  |  |                         |  |  |                          |  |
|                               |                      | Giovanna I di Navarra  | Bianca d'Artois             |  |  |       |  |  |                         |  |  |                          |  |
| Giovanna d'Inghilterra        |                      | Giovanna I di Navarra  |                             |  |  |       |  |  |                         |  |  |                          |  |
|                               | Giovanni II d'Olanda | Giovanni d'Avesnes     |                             |  |  |       |  |  |                         |  |  |                          |  |
|                               | Giovanni II d'Olanda | Giovanni d'Avesnes     |                             |  |  |       |  |  |                         |  |  |                          |  |
|                               | Giovanni II d'Olanda | Adelaide d'Olanda      |                             |  |  |       |  |  |                         |  |  |                          |  |
| Guglielmo I, conte di Hainaut | Giovanni II d'Olanda |                        |                             |  |  |       |  |  |                         |  |  |                          |  |
|                               |                      | Filippa di Lussemburgo | Enrico V di Lussemburgo     |  |  |       |  |  |                         |  |  |                          |  |
|                               |                      | Filippa di Lussemburgo | Enrico V di Lussemburgo     |  |  |       |  |  |                         |  |  |                          |  |
|                               |                      | Filippa di Lussemburgo | Margherita di Bar           |  |  |       |  |  |                         |  |  |                          |  |
| Filippa di Hainaut            |                      | Filippa di Lussemburgo |                             |  |  |       |  |  |                         |  |  |                          |  |
|                               |                      | Carlo di Valois        | Filippo III di Francia      |  |  |       |  |  |                         |  |  |                          |  |
|                               |                      | Carlo di Valois        | Filippo III di Francia      |  |  |       |  |  |                         |  |  |                          |  |
|                               |                      | Carlo di Valois        | Isabella d'Aragona          |  |  |       |  |  |                         |  |  |                          |  |
| Giovanna di Valois            |                      | Carlo di Valois        |                             |  |  |       |  |  |                         |  |  |                          |  |
|                               |                      | Margherita d'Angiò     | Carlo II di Napoli          |  |  |       |  |  |                         |  |  |                          |  |
|                               |                      | Margherita d'Angiò     | Carlo II di Napoli          |  |  |       |  |  |                         |  |  |                          |  |
|                               |                      | Margherita d'Angiò     | Maria d'Ungheria            |  |  |       |  |  |                         |  |  |                          |  |
|                               |                      | Margherita d'Angiò     |                             |  |  |       |  |  |                         |  |  |                          |  |